# Whatever (Oasis)
Whatever is een nummer van de Britpopband Oasis uit 1994. Het nummer gaat over de vrijheid om te doen en te zeggen.
"Whatever" werd in een paar Europese landen een bescheiden hitje, maar in het Verenigd Koninkrijk werd wel een derde plaats gehaald. In Nederland bleef het nummer steken op een 2e positie in de Tipparade.